# Susa Point
Susa Point är en udde i Sydgeorgien och Sydsandwichöarna (Storbritannien). Den ligger i den nordvästra delen av Sydgeorgien och Sydsandwichöarna.
Terrängen inåt land är huvudsakligen kuperad, men åt sydväst är den bergig. Havet är nära Susa Point åt nordost.  Trakten runt Susa Point är nära nog obefolkad, med mindre än två invånare per kvadratkilometer.